# Chlorophytum ducis-aprutii
Chlorophytum ducis-aprutii är en sparrisväxtart som beskrevs av Emilio Chiovenda. Chlorophytum ducis-aprutii ingår i släktet ampelliljor, och familjen sparrisväxter. Inga underarter finns listade i Catalogue of Life.